# Resident Evil: Code: Veronica
Resident Evil - Code: Veronica, —cuyo título original es Biohazard - Code: Veronica (バイオハザード コードベロニカ Baiohazādo - Kōdo: Beronika?, cuya traducción es literalmente: Peligro Biológico - Código: Veronica), es un videojuego de terror y supervivencia del año 2000 desarrollado y publicado por Capcom y lanzado originalmente en exclusiva para la consola Dreamcast. Es la cuarta entrega principal de la serie Resident Evil y la tercera en debutar en una plataforma fuera de PlayStation ya que el primer Resident Evil salió también en Sega Saturn y el segundo en Nintendo 64. La historia tiene lugar tres meses después de los acontecimientos vistos en Resident Evil 2 (1998) y Resident Evil 3: Nemesis (1999), después de la destrucción de Raccoon City. El argumento sigue nuevamente a los hermanos Claire y Chris Redfield, volviendo como protagonistas después de Resident Evil 2 y Resident Evil, respectivamente, así como también al joven Steve Burnside quien funge como el interés romántico de Claire, en sus esfuerzos por sobrevivir a un brote viral en Rockfort Island, una isla-prisión situada en el océano Antártico, además de una base de investigación de Umbrella en la Antártida. 
A pesar de que el juego no tiene un título numerado, es considerado una entrega principal y de las más importantes de la serie de Resident Evil, ya que su argumento aportó mucho a la franquicia y tuvo alto peso en las futuras entregas; fue la primera vez que los hermanos Chris y Claire Redfield se reunieron, el personaje de Albert Wesker regresó después de que se creía muerto desde el primer Resident Evil presentando habilidades sobrehumanas, y por primera ocasión Raccoon City y sus alrededores dejaron de ser el escenario principal para dar paso a lugares como París o la Antártida, expandiendo de esa manera la historia general de la franquicia. Además, reveló una de las circunstancias más importantes en la decadencia de la Corporación Umbrella, como lo fue la desaparición de la línea de uno de sus fundadores, la de los Ashford, así como también la existencia de una corporación rival que también está interesada en armas biológicas.
El juego conservó la jugabilidad y los controles vistos en entregas anteriores de la serie; sin embargo, a diferencia de los fondos pre-renderizados tradicionales de la trilogía original, Code: Veronica utilizó por primera vez escenarios completamente en 3D así como movimientos dinámicos de cámara.
Los inicios del desarrollo de Code: Veronica se remontan a un intento fallido de adaptar Resident Evil 2 para la consola Sega Saturn. Después de que el productor Shinji Mikami y su equipo vieron que no podrían adaptar el juego, prefirieron desarrollar un juego original exclusivo para la plataforma de Sega que finalmente se convirtió en Code: Veronica. A diferencia de los temas de terror estadounidenses y los escenarios de juegos anteriores de la serie, Code: Veronica empleó sus escenarios en el océano Antártico y usó un diseño de terror gótico europeo.
Capcom anunció Code: Veronica en agosto de 1998 y lo lanzó en febrero de 2000 después de algunos retrasos, con bajas expectativas de ventas debido a lo difícil que era Dreamcast como plataforma. Las ventas terminaron siendo débiles en comparación con los otros juegos de la serie, pero fuertes en comparación con otros juegos de la consola. 
El título fue ampliamente aclamado por la crítica y es considerado como uno de los mejores juegos de Resident Evil y de Dreamcast de todos los tiempos. Capcom lanzó en 2001 una versión actualizada titulada Code: Veronica X para PlayStation 2 y Dreamcast. Dicha versión incluyó nuevas cinemáticas que revelaban más detalles sobre la historia y que daban más participación al villano Albert Wesker, además de mostrar un peinado diferente del personaje de Steve Burnside debido a reclamaciones por su parecido al actor Leonardo DiCaprio. En 2003 esta versión también llegó a Nintendo GameCube. 
En septiembre de 2011 llegó una remasterización del juego en alta definición para PlayStation 3 y Xbox 360, que además de la mejora en la resolución presentó pantalla panorámica, mejor iluminación, sombras volumétricas, colores más vivos y demás mejoras gráficas.

## Argumento
Tres meses después de los acontecimientos de Resident Evil 2 y Resident Evil 3, en diciembre de 1998, la historia comienza con Claire Redfield infiltrándose en la base de París de Umbrella, en busca de su hermano, Chris Redfield. Tras ser perseguida por el equipo de seguridad, es hecha prisionera por Rodrigo Juan Raval y enviada a una prisión y base de entrenamiento de las fuerzas especiales de Umbrella en la isla Rockfort, propiedad de Umbrella, y en concreto de la familia Ashford, una de las familias dueñas y fundadoras de la compañía.
Sin embargo, poco después de su encarcelamiento, la isla es atacada por un equipo especial bajo el comando de Albert Wesker, quien contamina deliberadamente los cuerpos militares de la isla con el T-Virus. Rodrigo libera a Claire sin haber otra opción en la ahora desolada isla, y ella en agradecimiento lo ayuda con sus heridas (si el jugador así lo decide si a cambio quiere obtener un objeto clave en la historia de Claire). 
Claire en prisión conoce a Steve Burnside, un chico de 17 años de edad que se empeña en hacer las cosas por su cuenta, que demuestra que sabe usar muy bien las armas y con quien acaba estableciendo un fuerte vínculo. Durante la exploración de la prisión, ambos son perseguidos por Alfred Ashford, el heredero y séptimo patriarca de la familia Ashford, cotitular de la corporación Umbrella (este encuentro solo sucede en la versión Code Veronica X) y del que sabía por la relación que tuvo con su hermano.
Claire, en la mansión de los Ashford, tiene un encuentro con la hermana de Alfred, Alexia Ashford, poco después se descubre que Alfred realmente usurpaba la identidad de su propia hermana travestido; Steve y Claire deducen que tenía doble personalidad. Alfred huye activando un mecanismo de autodestrucción en las instalaciones, y toma una aeronave dirigiéndose a una base secreta en la Antártica.
Claire y Steve escapan de la isla a bordo de un avión C-130, programado con coordenadas para aterrizar en el mismo lugar que Alfred en la Antártida. Dentro de la base, hacen frente nuevamente a Alfred y a una criatura denominada Nosferatu, quien fue el propio Alexander Ashford, padre de Alfred y Alexia, transformado en monstruo mutante tras una cruel experimentación a manos de sus propios hijos. Luego Alfred, mortalmente herido, se arrastra hasta un laboratorio secreto develando la existencia de la verdadera Alexia, quien se colocó a sí misma en animación suspendida durante 15 años para asimilarse con el virus T-Veronica sin perder la conciencia o sufrir mutaciones violentas. Alfred muere justo cuando su hermana despierta y esta captura a Claire y Steve, que habían puesto rumbo a una base de investigación australiana.
Mientras tanto, Chris Redfield, quien fue alertado por Leon de lo ocurrido con su hermana gracias a que ésta le envió un correo electrónico con las coordenadas de su ubicación, llega a la isla Rockfort para rescatar a Claire, donde se encuentra con Albert Wesker, que sobrevivió a los incidentes de la mansión Spencer gracias a un virus que además lo ha dotado de poderes sobrehumanos (como había planeado). Wesker revela a Chris que su intención es capturar a Alexia y obtener el Virus T-Veronica, y también le comunica el paradero de Claire. Alexia anuncia su presencia y Wesker, contrariado por haber perdido el factor sorpresa, olvida a Chris. Chris viaja hasta la Antártida a buscar a su hermana en uno de los Harriers de Alfred.
Chris logra rescatar a su hermana, pero quedan separados de nuevo por culpa de Alexia. Claire entonces busca a Steve, pero éste está infectado por el virus T-Veronica, y en una dramática escena Steve muta y ataca a Claire. Un tentáculo de Alexia la sujeta con el fin de que no escape pero en el último momento recobra su conciencia e intenta salvarla, pero el tentáculo ataca a Steve, quien, luego de revertir a su estado normal, confiesa a Claire que le encantó haberla conocido, le declara su amor por ella y muere por las secuelas del virus.
Luego de haberse separado de Claire, Chris observa cómo Wesker y Alexia se enfrentan; Alexia muestra su aspecto mutado y supera a Wesker. Tras una pequeña pelea (en Resident Evil Code: Veronica X esta pelea se intensifica y otorga algo más de valentía a Wesker) en la que Wesker nota que le va a ser difícil vencer a Alexia, descubriendo además que Chris también está allí, decide que sea éste el que se las vea con Alexia, y se da a la fuga.
Chris vence a Alexia (temporalmente), y luego va en busca de su hermana y la libera del lugar donde había quedado atrapada con el cuerpo de Steve. Para escapar de las instalaciones deben de activar el sistema de autodestrucción, algo que hacen mediante el código "VERONICA". Nada más activar la secuencia, Alexia les sale al paso (mostrando que los tentáculos de las instalaciones son suyos), Chris defiende a Claire, y Alexia realiza una nueva mutación para enfrentársele. Chris vence a Alexia (haciéndola estallar) gracias al disparo del Linear Launcher, y escapa de las explosiones que su muerte provoca. (En Resident Evil Code: Veronica X Chris vuelve a toparse con Wesker, que tiene capturada a Claire y se la lleva como rehén. Chris persigue a Wesker hasta el área donde se encuentra el submarino de escape de este último, y tras soltar a Claire a petición de su hermano declara que aun con la muerte de Alexia ha conseguido el Virus T-Veronica gracias al cuerpo de Steve, que ha sido transportado al submarino por hombres de Wesker. Es entonces cuando Chris y Wesker deciden una pelea para resolver sus diferencias de una vez por todas, mientras Claire escapa hacia el avión. Tras una dura pelea en la que Wesker se muestra claramente superior a Chris, y en la que gracias a una acción inteligente de este último le salva de morir, las explosiones de las instalaciones separan a ambos contendientes y hacen inviable continuar con la pelea (por lo que ambos escapan).
Chris llega al Harrier antes de que termine la cuenta regresiva y escapa de la Antártida junto a su hermana. La historia concluye con Chris jurando que hará todo lo posible por acabar con las acciones de Umbrella de una vez por todas.

### Personajes
- Claire Redfield

Tras sobrevivir al periplo en Raccoon City, Claire retomó la búsqueda de su hermano terminando por infiltrarse en un edificio propiedad de la Corporación Umbrella, terminando por ser capturada tras ser descubierta y enviada a la Isla Rockfort, la cual pertenece a la compañía. 
- Steve Burnside

Es un adolescente casi de la misma edad que tiene Claire que a diferencia de ella es impetuoso e impulsivo. Terminó prisionero dentro de la Isla junto a su padre después de que este decidiera revelar información confidencial de la corporación. Junto a Claire buscarán la manera de escapar de la Isla.
- Chris Redfield

Uno de los miembros de S.T.A.R.S. que sobrevivieron al incidente de las montañas Arklay. Vuelve en esta ocasión para ayudar a su hermana, que fue secuestrada por Umbrella. 
- Alfred Ashford

Alfred es uno de los antagonistas principales del videojuego; es uno de los descendientes del linaje Ashford el cual es una de las líneas fundadoras de la Corporación Umbrella. El ataque a la isla Rockfort lo arrastró a la locura; creyendo que Claire de alguna forma tuvo que ver con lo sucedido, buscará la forma de matarla a ella junto con Steve.
- Alexia Ashford
- Albert Wesker
- Alexander Ashford

## Armas
- Claire
  - Pistola M93R: Una pistola italiana cuyo cargador admite hasta 15 balas 9 x 19 Parabellum. La encuentra Claire cuando se topa por primera vez con Steve.
  - Pistolas Calico M-100P: Pistolas semiautomáticas que tienen un cargador grande.
  - Ballesta: Se usa fundamentalmente para cazar. Admite flechas normales y explosivas.
  - Lanzagranadas M79: Poderosa arma que se puede cargar con granadas incendiarias, explosivas, de ácido o de gas Bow. Todas de 40 mm.
  - Fusil de asalto AK47: Arma automática que usa munición de 7,62 mm.
  - Fusil de francotirador MR7: Es un fusil de francotirador estadounidense.

- Chris[1]
  - Pistola Glock 17: Una pistola grande cuyo cargador admite hasta 19 balas 9 x 19 Parabellum. Chris la lleva desde el principio.
  - Subfusiles Ingram: Subfusiles de 9 mm que usan munición DOT380 (9 x 17 Corto).
  - Escopeta SPAS-12: Una escopeta de combate para uso militar. Su depósito tubular admite hasta 7 cartuchos del 12.
  - Mágnum Colt Phyton: Un revólver estadounidense con tambor de 6 balas .357 Magnum.
  - Anti BOW Linear Launcher: Un arma avanzada que se fabrica para manejar BOWs, posee munición ilimitada. Puedes usarla durante el juego si sacas Rango A en "Battle Game" con todos los personajes.

- Otras
  - Cuchillo de Combate: Esta arma es la favorita de un veterano. La llevan desde el principio Claire y Chris.
  - Lugers doradas: Las clásicas pistolas alemanas embellecidas con un color dorado y otros detalles de estilo. Durante la aventura solo podrás usarlas como objeto. En el modo batalla las lleva Steve con munición ilimitada.
  - Lanzacohetes: Una bazuca con la que podrás derribar a los enemigos de un solo disparo. Para obtenerla debes completar el juego en menos de 4 horas y media, sin usar cintas de tinta ni continuar, salvando a Steve muy rápido de la trampa de la mansión, llevándole la medicina a Rodrigo y sin usar Sprays.

## Code: Veronica X
Tras la publicación de esta entrega, vio la luz otra versión mejorada y más completa que agregaba más detalles y gore en la historia. Code: Veronica X (コードベロニカ ~完全版~ Kōdo: Beronika ~Kanzenban~?, Code: Veronica ~Complete Version~) es una versión actualizada de Resident Evil Code: Veronica, que fue publicada para Sega Dreamcast (solo en Japón) y PlayStation 2 en 2001. Una tercera versión fue producida para Nintendo GameCube en 2003. Code: Veronica X; es idéntico al original en cuanto al modo de juego, pero incluye 9 minutos de escenas adicionales repartidas a lo largo del juego, así como algunas leves mejoras visuales.

### Mejoras y cambios enCode: Veronica X
La diferencia mayor es la inclusión de nuevas escenas en la versión X, y las que ocurren cuando:
1. Claire regresa a la Mansión Ashford con el Piano Scroll.
2. Wesker ve a Chris por el monitor del aeropuerto.
3. Alexia y Wesker pelean después de que Steve muera.
4. Ocurre el desenlace.
5. Comienza la música del final.

Entre otros cambios menores, se tiene el corte de pelo y apariencia de Steve (debido a que Capcom recibió quejas de que con su anterior peinado y apariencia, su parecido con el actor Leonardo DiCaprio era más que evidente), y la posibilidad de jugar en tres niveles de dificultad distintos.
Cabe destacar que en esta versión, Wesker menciona que se ha hecho con el cuerpo de Steve para extraerle el virus Veronica, lo cual da pie a pensar que se podría ver a este personaje en juegos futuros; aunque tampoco se ha confirmado nada.

### Modo Batalla
Terminando el juego se puede acceder a este modo, en el que eligiendo un personaje deberán recorrerse 19 áreas, provisto con municiones infinitas para sus respectivas armas y enfrentando a un enemigo final.
Personajes
- Claire Redfield
  - Armas
    - Puñal de Combate
    - Pistola M93R: Munición infinita.
    - Ballesta: Flechas explosivas infinitas.
    - Hierbas mixtas (x4)

  - Jefe Final: Nosferatu (Alexander).

- Claire Motociclista
  - Armas
    - Puñal de Combate.
    - Lanzagranadas: Granadas normales, de fuego y ácidas infinitas.
    - Rifle de Asalto: Munición infinita.
    - Hierba Mixta

  - Jefe Final: Tyrant T-078.

- Chris Redfield
  - Armas
    - Puñal de Combate
    - Magnum: Munición infinita.
    - Escopeta: Munición infinita.
    - Hierba Mixta (x2)

  - Jefe Final: Alexia en segunda y tercera forma.

- Steve Burnside
  - Armas
    - Puñal de Combate
    - Lugers de Oro: Munición infinita.
    - Ametralladoras Ingram: Munición infinita.
    - Hierba Mixta (x2)

  - Jefe Final: Gulp Worm.

- Albert Wesker
  - Armas
    - Puñal de Combate
    - Hierba Mixta (x3)

  - Jefe Final: Alexia en primera forma.

Al comenzar, únicamente se puede elegir a Claire o a Chris (o a Steve, si se consiguen las Luger en el juego). Para habilitar la versión motociclista de Claire se ha de terminar el modo con la mejor puntuación con Claire, y para habilitar a Albert Wesker se ha de mejorar el récord con Chris. También se puede conseguir el Linear Launcher alcanzando la categoría A con todos los protagonistas.

### Eventos cambiables y secretos
Puede terminarse el juego sin tener la necesidad de hacer distintas opciones, como también algunos eventos cambian según las acciones del jugador.
1. Acción: Dependiendo del tiempo que tarde el salvar a Steve del cuarto de gas, él tendrá diferentes acciones y palabras para agradecer. Salvarlo rápidamente influye en la puntuación final.
2. Acción opcional: Llevarle la Hemostatic a Rodrigo. de lo contrario, Rodrigo morirá antes y no se podrá conseguir la ganzúa (Claire) ni el mechero (Chris).
3. Acción opcional: Si no se mata a ningún zombi cuando se toma el control de Steve y sus ametralladoras, él dirá "Ni siquiera valen las balas que se necesitan para matarlos".
4. Acción: Al resolver el puzle de las pinturas en la residencia privada; si se resuelve antes de pelear con Alexia, al ver su pintura, Claire dice "El retrato de una hermosa mujer", pero si se resuelve después, Claire dirá "El retrato de Alexia".
5. Acción opcional: Conseguir el Sniper Rifle de Alfred. Si se encuentra, se habilita el modo en primera persona.
6. Acción opcional: Existe la posibilidad de poder acabar con Nosferatu solamente utilizando el cuchillo. Si se utiliza este método, aparece cierta escena secreta.
7. Acción opcional: De igual manera que el anterior, si se ejecuta de manera rápida y con disparos muy certeros al corazón, además de no dejarle realizar ninguna maniobra a Nosferatu, aparecerá la escena secreta donde Claire le da un disparo de ejecución preciso en el corazón.
8. Acción: Evitar que Claire resulte envenenada. Si se es lo suficientemente bueno como para evitar el veneno de Alexander, no se tiene que conseguir el suero con Chris. De esto también depende la acción 11.
9. Acción opcional: Matar al Gulp Worm con Chris. Si no se hace, Rodrigo morirá dentro de la horrible criatura y Chris nunca recuperará el encendedor de su hermana ni podrá hacer detonar el gabinete en la Antarctic Transport Terminal.
10. Acción opcional: Agarrar los anteojos de Wesker (sólo versión japonesa). Si se agarrán, Wesker estará disponible en Battle Mode desde un principio.
11. Acción: Conseguir la Alexander's Jewel antes o después de darle el suero a Claire. Si se maneja el gancho para conseguir la joya antes de darle el suero, Alexia aparecerá para amenazar al jugador. Si se hace después, no.
12. Acción: Dependiendo de qué Eagle Plate se use en la prisión con Chris (el del palacio o el de la Militar Facility), Rodrigo dirá diferentes palabras.
13. Acción opcional: Conseguir la Luger Replica. Si se obtiene en el juego, Steve Burnside aparecerá de movida jugando Battle Mode, sino tardará en habilitarse.

## Recepción
Código: Veronica fue aclamado por la crítica; muchos críticos creyeron que era la mejor entrega en la serie Resident Evil para ese momento, y un "must-own" para el Dreamcast. Derek Williams de AllGame lo llamó el mejor videojuego para el sistema junto con Soulcalibur (1999). Un crítico de Game Revolution descubrió que era el mejor de todos los juegos de terror en la Dreamcast, superando a The House of the Dead 2 (1999), Zombie Revenge (1999) y Carrier (2000).
El ambiente y la presentación del videojuego recibieron grandes elogios. Critics at Edge lo llamó "lo más parecido que tiene la serie a la emulación de una función de acción de Hollywood". La mayoría de los revisores consideraron que los gráficos eran algunos de los mejores en el Dreamcast y un testimonio del poder de su hardware. Junto con esto, los críticos señalaron en Code: Veronica, el uso de fondos en tiempo real y una cámara dinámica como una mejora de los fondos pre-renderizados de las entregas anteriores de la serie. Las secuencias CGI también fueron elogiadas, especialmente la cinemática de apertura. El uso de la música y el sonido se llamaba "de primera categoría" y "perfecto". La historia recibió críticas positivas. Maura Sutton de Computer and Video Games elogió el giro de adulto en la narrativa. Algunos críticos señalaron que a pesar de las mejoras, el juego sigue siendo un título de Resident Evil en el corazón, y por lo tanto heredó las cualidades buenas y malas de los juegos anteriores. Los controles fueron un punto negativo de crítica entre algunas críticas.
Los comentarios para el lanzamiento de Código: Veronica X de PlayStation 2 fue en su mayoría positiva. Los críticos compartieron opiniones similares a las revisiones de Dreamcast, pero se sacaron algunas quejas de que era un puerto en su mayoría no modificado de un juego Dreamcast de 18 meses de antigüedad. Joe Fielder de GameSpot señaló que los para la consola de Sony, de Exterminio (2001) y Onimusha: Warlords (2001) de Capcom habían sido liberados durante esta brecha con mejores controles. La versión de GameCube cosechó críticas promedio, debido a su estado inalterado y portado. El remaster de alta definición fue lanzado más de una década después del original y fue recibido con críticas mediocres. Los críticos comúnmente citaron el diseño y los controles arcaicos del juego como para hacerlo menos atractivo en comparación con las ofertas contemporáneas. El remaster encontró alguna recepción positiva de Tim Turi, en The Game Informer, quien se divirtió jugando lo que llamó un "desafiante juego clásico de horror de supervivencia" y "un trepidante pero memorable recorrido por el 'apogeo' de la serie".

### Ventas
Código: Veronica superó a Shenmue (1999) en su primera semana en los estantes en febrero de 2000. En total, la versión Dreamcast vendió casi 450,000 unidades en los Estados Unidos y 1,14 millones de copias en todo el mundo. Las ventas fueron débiles en comparación con los predecesores de la serie, pero fuertes en comparación con otros juegos de Dreamcast. La versión de PlayStation 2 de Code: Veronica X había vendido más de 900,000 copias y ganó $ 27 millones en los Estados Unidos en julio de 2006, superando a Resident Evil 4. Continuó vendiendo 1,4 millones de copias en todo el mundo. Next Generation lo clasificó como el 63 ° juego más vendido lanzado para la PlayStation 2, Xbox o GameCube entre enero de 2000 y julio de 2006 en los Estados Unidos. Las ventas combinadas de consola de los juegos Resident Evil lanzados en la década de 2000 alcanzaron los 3 millones de unidades en los Estados Unidos en julio de 2006.

## Legado
Game Informer calificó a Code: Veronica como el 69.º en sus "100 mejores juegos de todos los tiempos" en el año 2009. GamesRadar lo nombró el número 11º mejor juego de Dreamcast de todos los tiempos.
La historia en Código: Verónica se ha adaptado a otras obras. Resident Evil Survivor 2 - Código: Veronica (2002) para PlayStation 2 sigue la historia de Code: Veronica desde una vista en primera persona con un estilo de juego de disparo con pistola de luz. Del mismo modo, otro juego de pistolas ligeras, como 
Resident Evil: The Darkside Chronicles (2009) fue lanzado para la Wii y cuenta con secuencias establecidas dentro de Code: Veronica junto con Resident Evil 2. Al igual que con los títulos anteriores de Resident Evil, la historia fue adaptada a una novela escrita por SD Perry. Además, DC Comics publicó una miniserie de cómics.